# Frank G. Slaughter
Pour les articles homonymes, voir Slaughter.
Frank Gill Slaughter, né le 25 février 1908 à Washington et mort le 17 mai 2001, est un médecin et romancier populaire américain, dont les livres se sont vendus à plus de 60 millions d'exemplaires. Il a écrit principalement sous le nom de plume Frank G. Slaughter, mais aussi sous le pseudonyme C. V. Terry. Plusieurs de ses romans ont été adaptés au cinéma, notamment Bon sang ne peut mentir (The Warrior ou Seminole), en 1953, avec Rock Hudson ; Sangarée (Sangaree), en 1953, avec Fernando Lamas ; et Femmes de médecins (Doctors' Wives), en 1971, avec Dyan Cannon et Gene Hackman.
Ses romans s'inspirent de sa propre expérience en tant que médecin et reflètent son intérêt pour l'histoire et les récits bibliques. Il présente souvent aux lecteurs les captivants résultats de la recherche médicale et les dernières inventions dans le domaine des technologies médicales.

## Biographie
Frank G. Slaughter grandit dans une plantation de tabac à Granville Country, dans l'État de Caroline du Nord, près de Durham. À 14 ans, il entre au Trinity College (établissement devenu l'Université Duke), et en sort à 18 ans en ayant obtenu sa licence avec mention "Très bien". Il s'inscrit la même année à l'école de médecine de l'Université Johns-Hopkins à Baltimore dans l'État du Maryland. Il y obtient son diplôme en 1930, soit à 22 ans seulement, s'inscrivant parmi les plus jeunes diplômés de cette célèbre école de médecine. En 1935, Slaughter commence à écrire lorsqu'il est médecin à l’hôpital Riverside à Jacksonville (Floride) sur une machine à écrire payée 60 $ et en la remboursant 5 $ tous les mois. Il réécrit six fois Afin que nul ne meure, l'autobiographie romancée d'un jeune médecin - avant que le texte ne soit accepté par les éditions Doubleday.
Cloué au lit au cours de ses dernières années, il continue à dicter les passages d'un nouveau roman à l'aide d'un magnétophone, raconte Renay Hunter, sa femme de ménage de longue date. Les deux derniers romans de Slaughter sont Jusqu'à son dernier souffle (No Greater Love), publié en 1985, et La Greffe (Transplant), paru en 1987. Il décède le 17 mai 2001.

## Œuvre

### Romans
- That None Should Die (1941) Publié en français sous le titre Afin que nul ne meure..., Paris, Presses de la Cité, 1949 ; réédition, Paris, Presses Pocket no 80-81, 1963
- Spencer Brade M.D. (1942) Publié en français sous le titre La Fin du voyage, Paris, Presses de la Cité, 1948 ; réédition, Paris, Presses Pocket no 133-134, 1964
- Air Surgeon (1943) Publié en français sous le titre Merci, colonel Flynn, Paris, Presses de la Cité, 1948 ; réédition, Paris, Presses Pocket no 4-5, 1962
- Battle Surgeon (1944) Publié en français sous le titre Non pas la mort, mais l'amour, Paris, Presses de la Cité, 1950 ; réédition, Paris, Presses Pocket no 254, 1965
- A Touch of Glory (1945) Publié en français sous le titre Docteur Land, Paris, Presses de la Cité, 1949 ; réédition, Paris, Presses Pocket no 107-108, 1963
- In a Dark Garden (1946) Publié en français sous le titre Deux cœurs de femmes, Paris, Presses de la Cité, 1948 ; réédition, Paris, Presses Pocket no 38-39, 1963
- The Golden Isle (1947) Publié en français sous le titre Bois d'ébène, Paris, Presses de la Cité, 1948 ; réédition, Paris, Presses Pocket no 82-84, 1963
- Sangaree (1948) Publié en français sous le titre Sangarée, Paris, Presses de la Cité, 1949 ; réédition, Paris, Presses Pocket no 196-197, 1964
- Divine Mistress (1949) Publié en français sous le titre La Divine Maîtresse, Paris, Presses de la Cité, 1950 ; réédition, Paris, Presses Pocket no 210-211, 1964
- The Stubborn Heart (1950) Publié en français sous le titre Le cœur a ses raisons, Paris, Presses de la Cité, 1951 ; réédition, Paris, Presses Pocket no 66, 1963
- Immortal Magyar (1950) Publié en français sous le titre Cet inconnu, Semmelweis, Paris, Presses de la Cité, 1953 ; réédition, Paris, Presses Pocket no 964, 1973
- Fort Everglades (1951) Publié en français sous le titre Noirs sont les cheveux de ma bien-aimée, Paris, Presses de la Cité, 1951 ; réédition, Paris, Presses Pocket no 159-160, 1964
- The Road to Bithynia  (1951) Publié en français sous le titre La Route de Bithynie, Paris, Presses de la Cité, 1952 ; réédition, Paris, Presses Pocket no 296-297, 1965
- East Side General (1952) Publié en français sous le titre Hôpital général, Paris, Presses de la Cité, 1952 ; réédition, Paris, Presses Pocket no 231-232, 1964
- Storm Haven (1953) Publié en français sous le titre Storm Haven, Paris, Presses de la Cité, 1953 ; réédition, Paris, Presses Pocket no 353-354, 1966
- The Galileans: the Story of Mary Magdalene (1953) Publié en français sous le titre La Magdaléenne, Paris, Presses de la Cité, 1953 ; réédition, Paris, Presses Pocket no 2127, 1982
- The Song of Ruth (1954) Publié en français sous le titre Les dieux s'affrontent, Paris, Presses de la Cité, 1954 ; réédition, Paris, Presses Pocket no 1406, 1976
- Apalachee Gold (1954) Publié en français sous le titre L'amour est au bout du voyage, Paris, Presses de la Cité, 1955 ; réédition, Paris, Presses Pocket no 935, 1972
- The Healer (1955) Publié en français sous le titre L'Homme au masque blanc, Paris, Presses de la Cité, 1955 ; réédition, Paris, Presses Pocket no 113-114, 1963
- Flight From Natchez (1955) Publié en français sous le titre Fuite sans retour, Paris, Presses de la Cité, 1955 ; réédition, Paris, Presses Pocket no 433-434, 1966
- The Scarlet Cord: A novel of the woman of Jericho (1956) Publié en français sous le titre La Rose de Jéricho, Paris, Presses de la Cité, 1956 ; réédition, Paris, Presses Pocket no 854, 1971
- Sword and Scalpel (1957) Publié en français sous le titre Le Procès du docteur Scott, Paris, Presses de la Cité, 1957 ; réédition, Paris, Presses Pocket no 560, 1967
- The Warrior ou The Flaming Frontier ou The Seminole (1956) Publié en français sous le titre Bon sang ne peut mentir, Paris, Presses de la Cité, 1956 ; réédition, Paris, Presses Pocket no 773, 1970 ; réédition, Paris, Presses Pocket no 2952, 1989
- The Mapmaker: a novel of the Days of Prince Henry, the Navigator (1957) Publié en français sous le titre De galère en palais, Paris, Presses de la Cité, 1957 ; réédition, Paris, Presses Pocket no 792, 1970
- Daybreak (1958) Publié en français sous le titre L'Enfer des ombres, Paris, Presses de la Cité, 1958 ; réédition, Paris, Presses Pocket no 320-321, 1965
- Lorena (1959) Publié en français sous le titre Lorena, Paris, Presses de la Cité, 1959 ; réédition, Paris, Presses Pocket no 613, 1968
- The Thorn Of Arimathea (1959) Publié en français sous le titre Véronique, Paris, Presses de la Cité, 1959
- Deep is the Shadow (1959) Publié en français sous le titre Le Visage du pardon, Paris, Presses de la Cité, 1975 ; réédition, Paris, Presses Pocket no 1267, 1976
- Pilgrims in Paradise (1960) Publié en français sous le titre Pèlerins du paradis, Paris, Presses de la Cité, 1960 ; réédition sous le titre Amours aux Bahamas. Les Pèlerins du paradis, Paris, Presses Pocket no 479-480, 1967
- The Land and the Promise: the Greatest Stories of the Bible Retold (1960) Publié en français sous le titre Message de Dieu, Paris, Le Livre contemporain, 1960
- Epidemic! (1961) Publié en français sous le titre Opération épidémie, Paris, Presses de la Cité, 1961 ; réédition, Paris, Presses Pocket no 386-387, 1966
- The Curse of Jezebel (1961) Publié en français sous le titre Le Salaire du péché, Paris, Presses de la Cité, 1961 ; réédition, Paris, Presses Pocket no 872, 1971
- Tomorrow's Miracle (1962) Publié en français sous le titre Le miracle est pour demain, Paris, Presses de la Cité, 1962 ; réédition, Paris, Presses Pocket no 695, 1969
- Devil's Harvest (1963) Publié en français sous le titre La Moisson du diable, Paris, Presses de la Cité, 1963 ; réédition, Paris, Presses Pocket no 899, 1972
- Upon This Rock: a Novel of Simon Peter, Prince of the Apostles (1964) Publié en français sous le titre Tu es Pierre, Paris, Presses de la Cité, 1964
- A Savage Place (1964) Publié en français sous le titre Le désir est roi, Paris, Presses de la Cité, 1964 ; réédition, Paris, Presses Pocket no 638, 1968
- Constantine, The Miracle of the Flaming Cross (1965) Publié en français sous le titre Le Glaive et la Croix, Paris, Presses de la Cité, 1968 ; réédition, Paris, Presses Pocket no 814, 1971
- The Purple Quest: a Novel of Seafaring Adventure in the Ancient World (1965) Publié en français sous le titre Le Sang du dragon, Paris, Presses de la Cité, 1965 ; réédition, Paris, Presses Pocket no 730, 1970
- Surgeon U.S.A. (1966) Publié en français sous le titre Un médecin pas comme les autres, Paris, Presses de la Cité, 1966 ; réédition, Paris, Presses Pocket no 747, 1970
- Doctors' Wives (1967) Publié en français sous le titre Femmes de médecins, Paris, Presses de la Cité, 1967 ; réédition, Paris, Presses Pocket no 1011, 1973
- God's Warrior (1967) Publié en français sous le titre Le Chemin de Damas, Paris, Presses de la Cité, 1966
- The Sins of Herod: a Novel of Rome and the Early Church  (1968) Publié en français sous le titre Après le troisième jour, Paris, Presses de la Cité, 1968
- Surgeon's Choice:  a Novel of Medicine Tomorrow (1969) Publié en français sous le titre Le Cœur d'un autre, Paris, Presses de la Cité, 1969 ; réédition, Paris, Presses Pocket no 1036, 1973
- The Countdown (1970) Publié en français sous le titre Comptes à rebours, Paris, Presses de la Cité, 1970 ; réédition sous le titre La Grande Peur du docteur Barnes: comptes à rebours, Paris, Presses Pocket no 1121, 1974
- Code Five (1971) Publié en français sous le titre L'Hôpital perdu, Paris, Presses de la Cité, 1971 ; réédition, Paris, Presses Pocket no 1208, 1975
- Convention M.D. (1972) Publié en français sous le titre L'Hôpital de la haine, Paris, Presses de la Cité, 1972 ; réédition, Paris, Presses Pocket no 1181, 1975
- Women in White (1974) Publié en français sous le titre Femmes en blouse blanche, Paris, Presses de la Cité, 1972 ; réédition, Paris, Presses Pocket no 1227, 1975
- Stonewall Brigade (1975) Publié en français sous le titre L'Épée et le Bistouri, Paris, Presses de la Cité, 1975 ; réédition, Paris, Presses Pocket no 1468, 1977
- Plague Ship (1976) Publié en français sous le titre La Victoire du docteur Reed, Paris, Presses de la Cité, 1976 ; réédition, Paris, Presses Pocket no 1603, 1978
- Devil's Gamble: a Novel of Demonology (1977) Publié en français sous le titre La Femme aux deux visages (roman), Paris, Presses de la Cité, 1977 ; réédition, Paris, Presses Pocket no 2019, 1981
- The Passionate Rebel (1979) Publié en français sous le titre Maritza, Paris, Presses de la Cité, 1979 ; réédition, Paris, Presses Pocket no 1981, 1981
- Gospel Fever : a novel about the Most Beloved TV Evangelist (1980) Publié en français sous le titre Les Camelots du Seigneur, Paris, Presses de la Cité, 1981 ; réédition, Paris, Presses Pocket no 2247, 1984
- Doctor's Daughters (1981) Publié en français sous le titre Filles de chirurgien, Paris, Presses de la Cité, 1982 ; réédition, Paris, Presses Pocket no 2174, 1983
- Doctors at Risk (1983) Publié en français sous le titre Le Calvaire du docteur Harrison, Paris, Presses de la Cité, 1983 ; réédition, Paris, Presses Pocket no 2745, 1986
- No Greater Love (1985) Publié en français sous le titre Jusqu'à son dernier souffle, Paris, Presses de la Cité, 1985
- Transplant (1987) Publié en français sous le titre La Greffe, Paris, Presses de la Cité, 1987 ; réédition, Paris, Presses Pocket no 3472, 1990

### Romans signés C. V. Terry
- Buccaneer Surgeon (1954) Publié en français sous le titre Chirurgien au long cours, Paris, Presses de la Cité, 1955 ; réédition sous la signature Frank Slaughter, Paris, Presses de la Cité, 1964 ; réédition, Paris, Presses Pocket no 506-507, 1967
- Darien Venture (1955) Publié en français sous le titre Nuits des Caraïbes, Paris, Presses de la Cité, 1955 ; réédition sous la signature Frank Slaughter, Paris, Presses de la Cité, 1965 ; réédition, Paris, Presses Pocket no 922, 1972
- The Golden Ones (1957) Publié en français sous le titre Le Mirage doré, Paris, Presses de la Cité, 1959 ; réédition sous la signature Frank Slaughter, Paris, Paris, Presses Pocket no 1070, 1974
- The Deadly Lady of Madagascar (1959) Publié en français sous le titre Capitaine Carter, Paris, Presses de la Cité, 1959 ; réédition sous la signature Frank Slaughter, Paris, Paris, Presses Pocket no 837, 1971

### Autres publications
- New Science of Surgery (1946) Publié en français sous le titre À la pointe du bistouri, Paris, Presses de la Cité, 1954 ; réédition, Paris, Presses Pocket no 947, 1972
- Medecine for Moderns (1947)
- The Crown and the Cross: the Life of Christ (1959)
- David, Warrior and King: a Biblical Biography (1962)

## Adaptations
Au cinéma
- 1953 : Sangaree (en), film américain d'Edward Ludwig, d'après le roman éponyme, avec Fernando Lamas, Arlene Dahl et Patricia Medina
- 1971 : Femmes de médecins, film américain de George Schaefer, d'après le roman éponyme, avec Dyan Cannon, Richard Crenna et Gene Hackman

À la télévision
- 1955 : The Healer, épisode 33, saison 1, de la série télévisée américaine Climax!, d'après le roman éponyme, avec Marguerite Chapman, Geraldine Fitzgerald et Arthur Franz
- 1979 : Women in White, téléfilm américain de Jerry London, d'après le roman éponyme, avec Irv Pearlberg, Kathryn Harrold et Howard McGillin